# 阿當·莊臣 (作家)
阿當·莊臣（英語：Adam Johnson，1967年7月12日—）是一名美國知名的小說作家，同時是斯坦福大學的一名英語教授。阿當於1992年獲得亞利桑那州立大學的新聞學學士學位，後來持續進修，2000年於佛羅里達州立大學獲得哲學博士。阿當2002年出道，直到2012年出版《孤兒領袖之子》（The Orphan Master's Son），隨即大放異彩，為他贏得了普立茲小說獎，成為知名小說作家。2015年，他出版小說集《幸運微笑》，又為他贏得美國國家圖書獎最佳小說獎。